# Zulfiqarabad
Zulfiqarabad (tiếng Urdu: ذُوالفقارآباد), là một thành phố mới được quy hoạch ở huyện Thatta, Sindh, Pakistan, cách Karachi khoảng 150 km về phía đông nam.
Cơ quan Phát triển Zulfikarabad được thành lập vào năm 2010 để xác lập và vận hành thành phố. Cùng năm đó, 60.000 mẫu Anh (242 km vuông) đất đã được Chính quyền Sindh vạch ra ở Nam Sindh. Đề xuất nêu rõ thêm kế hoạch mở thêm một cảng ở Keti Bandar để kết nối với thành phố. Dự án có thể sẽ được mở rộng lên 1,32 triệu mẫu đất trên khắp 4 taluka của huyện Thatta, gồm Jati, Shah Bunder, Keti Bunder và Kharo Chan. Chính quyền đã có kế hoạch thu hồi 0,967 triệu mẫu đất ven biển.
Theo Liên minh Bảo tồn Thiên nhiên Quốc tế, dự án có thể sẽ có tác động tiêu cực đến Khu bảo tồn Thiên nhiên hoang dã Marho Kotri. Các tổ chức chính trị cánh tả đã vạch ra 4 taluka của Thatta, 480 làng, 6 địa điểm khảo cổ, 17 con lạch ở lưu vực sông Ấn, 223 km vành đai ven biển và hơn 400.000 người có nguy cơ phải di dời.